# Massalfassar
Die spanische Gemeinde Massalfassar (spanisch Masalfasar) liegt in der Provinz Valencia nördlich von Valencia. Dort leben 2.653 Einwohnern (Stand: 2024) auf 2,5 km².
Massalfassar ist über die Autobahnähnliche Straße V-21 erreichbar. Im Ort gibt es einen Haltepunkt an der Bahnstrecke Tarragona–Valencia.